# Benjamin Cosyn
Benjamin Cosyn (aussi Cosens, Cousins ou Cowsins; c.1580 - c. 14 septembre 1653) est un compositeur, organiste et virginaliste anglais. Il est l'organiste de l'église St Laurence de Ludlow (1621 à 1622), Dulwich College (1622 à 1624) et Charterhouse School (1626 à 1643).
Il est principalement connu pour être le compilateur de deux manuscrits de l'ère des Tudors et des Stuarts. Le Cosyn Virginal Book(British Library R.M.23.L.4) daté de 1620, collecte de la musique pour clavier de Thomas Tallis, William Byrd, John Bull et Orlando Gibbons, ainsi que de lui-même. Un manuscrit de 1652 "pour la chapelle royale" (Bibliothèque nationale de France Rés.1185) compile 35 pièces de compositeurs contemporains et 15 pièces de lui.